# Рат Израела и Хамаса
Рат Израела и Хамаса почео је 7. октобра 2023. године координисаном изненадном офанзивом више милитантних група Палестинског Хамаса на оближње градове Израела, граничне прелазе у Гази, суседне војне објекте и цивилна насеља. Први је директни сукоб унутар дејуре територије Израела још од арапско-израелског рата 1948.
Непријатељства су започета у раним јутарњим сатима ракетним баражом на Израел и упадима возила на територију Израела, уз бројне нападе на израелске цивилне заједнице и војску. Поједини аналитичари су ове догађаје означили као почетак треће палестинске интифаде. Израел је званично објавио рат, први пут од јомкипурског рата из 1973.
Напад су предводиле палестинске милитантне групе, као што су Хамас, Исламски џихад и Народни фронт за ослобођење Палестине. На хитном састанку на Западној обали убрзо након почетка напада, председник Палестинске народне самоуправе Махмуд Абас изразио је подршку инфилтрацији у Израел, наводећи да Палестинци имају право да се бране од израелске окупације. У Израелу су се све главне опозиционе странке заложиле за формирање Владе националног јединства за борбу против палестинске офанзиве.
Најмање 2.200 ракета испаљено је из Појаса Газе док су милитанти Хамаса пробили баријеру Газа—Израел, убивши најмање 300 Израелаца и натеравши Владу Израела да прогласи ванредно стање. Председник Владе Израела Бенјамин Нетанјаху у обраћању грађанима након почетка напада изјавио је да је Израел „у рату”.
Палестински милитанти који су се инфилтрирали у Израел ушли су у неколико кибуца који окружују Појас Газе и израелски град Сдерот, а палестински и израелски медијски извори извештавају да су израелски војници и цивили узети као таоци. Израелске одбрамбене снаге узвратиле су ваздушним нападима на Појас Газе у којима су погинула најмање 232 Палестинца.
Западне земље, Аргентина, Бразил и Индија осудиле су Хамас за насиље и описале коришћену тактику као тероризам, док су неке арапске и муслиманске земље окривиле израелску окупацију и негирање палестинске државности као основни узрок ескалације сукоба. Већина држава позвало је на деескалацију.
Током напада Хамаса киднапован је и један српски држављанин.
Током првих месец дана од почетка израелских напада на Појас Газе, погинуло је више од 10.000 Палестинаца, међу којима је 4.104 деце и 2.641 жена. Израел је оптужен за спровођење геноцида током сукоба.